# Raffetot
Raffetot és un municipi francès situat al departament del Sena Marítim i a la regió de Normandia. L'any 2007 tenia 457 habitants.

## Demografia

### Població
El 2007 la població de fet de Raffetot era de 457 persones. Hi havia 166 famílies de les quals 29 eren unipersonals (11 homes vivint sols i 18 dones vivint soles), 41 parelles sense fills, 78 parelles amb fills i 18 famílies monoparentals amb fills.
La població ha evolucionat segons el següent gràfic:
Habitants censats

### Habitatges
El 2007 hi havia 181 habitatges, 172 eren l'habitatge principal de la família, 5 eren segones residències i 5 estaven desocupats. 180 eren cases i 1 era un apartament. Dels 172 habitatges principals, 141 estaven ocupats pels seus propietaris, 26 estaven llogats i ocupats pels llogaters i 5 estaven cedits a títol gratuït; 6 tenien dues cambres, 19 en tenien tres, 43 en tenien quatre i 104 en tenien cinc o més. 139 habitatges disposaven pel capbaix d'una plaça de pàrquing. A 59 habitatges hi havia un automòbil i a 101 n'hi havia dos o més.

### Piràmide de població
La piràmide de població per edats i sexe el 2009 era:
| Homes | Edats   | Dones |
| ----- | ------- | ----- |
| 0     | 95 o +  | 0     |
| 0     | 90 a 94 | 0     |
| 4     | 85 a 89 | 4     |
| 0     | 80 a 84 | 0     |
| 4     | 75 a 79 | 4     |
| 12    | 70 a 74 | 12    |
| 0     | 65 a 69 | 12    |
| 8     | 60 a 64 | 8     |
| 8     | 55 a 59 | 8     |
| 16    | 50 a 54 | 16    |
| 24    | 45 a 49 | 12    |
| 28    | 40 a 44 | 16    |
| 20    | 35 a 39 | 28    |
| 20    | 30 a 34 | 20    |
| 24    | 25 a 29 | 12    |
| 4     | 20 a 24 | 8     |
| 28    | 15 a 19 | 32    |
| 28    | 10 a 14 | 20    |
| 28    | 5 a 9   | 28    |
| 28    | 0 a 4   | 4     |

## Economia
El 2007 la població en edat de treballar era de 322 persones, 235 eren actives i 87 eren inactives. De les 235 persones actives 217 estaven ocupades (121 homes i 96 dones) i 18 estaven aturades (5 homes i 13 dones). De les 87 persones inactives 41 estaven jubilades, 24 estaven estudiant i 22 estaven classificades com a «altres inactius».

### Ingressos
El 2009 a Raffetot hi havia 183 unitats fiscals que integraven 503 persones, la mediana anual d'ingressos fiscals per persona era de 19.822 €.

### Activitats econòmiques
Dels 8 establiments que hi havia el 2007, 1 era d'una empresa de fabricació de material elèctric, 2 d'empreses de fabricació d'altres productes industrials, 2 d'empreses de construcció, 1 d'una empresa de comerç i reparació d'automòbils, 1 d'una empresa de serveis i 1 d'una empresa classificada com a «altres activitats de serveis».
Dels 3 establiments de servei als particulars que hi havia el 2009, 1 era un taller de reparació d'automòbils i de material agrícola, 1 establiment de lloguer de cotxes i 1 paleta.
L'any 2000 a Raffetot hi havia 16 explotacions agrícoles que ocupaven un total de 1.053 hectàrees.

## Poblacions més properes
El següent diagrama mostra les poblacions més properes.